# Honesto Ongtioco

Honesto Ongtioco (2024)

Wappen von Honesto Ongtioco als Bischof von Cubao

Wappen von Honesto Ongtioco als Bischof von Balanga

Honesto Flores Ongtioco (* 17. Oktober 1948 in San Fernando, Pampanga) ist ein philippinischer Geistlicher und emeritierter römisch-katholischer Bischof von Cubao.

## Leben
Honesto Ongtioco besuchte von 1954 bis 1958 die Grundschule an der St. Scholastica’s Academy und von 1958 bis 1964 die weiterführende Schule an der Don Bosco Academy sowie von 1964 bis 1967 das Kleine Seminar San Jose. Von 1967 bis 1969 studierte er Philosophie an der Ateneo de Manila University und von 1969 bis 1973 Katholische Theologie an der Loyola School of Theology in Manila. Am 8. Dezember 1972 empfing er in der Kathedrale St. Ferdinand in San Fernando durch den Bischof von San Fernando, Emilio Cinense y Abera, das Sakrament der Priesterweihe für das Bistum San Fernando.
Ongtioco war nach der Priesterweihe zunächst als Spiritual und Lehrer am Kleinen Seminar Mother of Good Counsel in San Fernando tätig, bevor er 1974 Pfarrvikar der Pfarrei Holy Rosary in Angeles City wurde. Nachdem er 1975 kurzzeitig als Pfarradministrator der Pfarrei St. Catherine in Porac und als Direktor der St. Catherine Academy in Apalit gewirkt hatte, wurde er Pfarrvikar der Pfarrei Saints Peter and Paul in Apalit. Zusätzlich war er von 1975 bis 1979 für die Berufungspastoral im Erzbistum San Fernando verantwortlich. Von 1977 bis 1980 fungierte Ongtioco, unterbrochen durch ein Studien- und Sabbatjahr von 1984 bis 1985 an der St. John’s University in New York City, als Vizekanzler und Prokurator der University of the Assumption in San Fernando, an der er von 1977 bis 1987 auch Kaplan war. Zudem war er von 1977 bis 1983 Rektor und Lehrer sowie von 1981 bis 1987 außerdem Kanzler und Prokurator des Kleinen Seminars Mother of Good Counsel. Von 1985 bis 1987 wirkte er dort zusätzlich erneut als Spiritual. Daneben erlangte er nach weiterführenden Studien 1983 am Southeast Asian Interdisciplinary Development Institute (SAIDA) in Manila bei Iluminada G. Espino mit der Arbeit A study on the effect of the Mother of Good Counsel High School Seminary on priestly values formation („Eine Studie über die Auswirkungen des Good Counsel High School Seminary auf die priesterliche Wertebildung“) einen Master im Fach Organisationsentwicklung.
1987 wurde Honesto Ongtioco zur Fortsetzung seines Studiums nach Rom entsandt, wo er 1989 an der Päpstlichen Universität Heiliger Thomas von Aquin bei Joseph Henchey CSS mit der Arbeit John Paul II’s perspectives on diocesan priestly charism and spirituality in some asian countries („Die Perspektiven von Johannes Paul II. auf das Charisma und die Spiritualität von Diözesanpriestern in einigen asiatischen Ländern“) ein Lizenziat im Fach Katholische Theologie erwarb. In den Semesterferien war er in den USA von 1987 bis 1992 als Seelsorger auf Staten Island und von 1987 bis 1991 als Pfarrvikar der Pfarrei St. Catherine of Siena in New York City tätig. 1990 wirkte er als Kaplan für die philippinischen Arbeitsmigranten und die Auslands-Filipinos in Rom. Am 21. März 1992 verlieh ihm Papst Johannes Paul II. den Ehrentitel Päpstlicher Ehrenprälat. Von 1992 bis 1997 fungierte Ongtioco als Vizerektor und Ökonom des Päpstlichen Philippinischen Kollegs, bevor er schließlich dessen Rektor wurde.
Papst Johannes Paul II. ernannte ihn am 8. April 1998 zum Bischof von Balanga. Der Erzbischof von Manila, Jaime Lachica Kardinal Sin, spendete ihm am 18. Juni desselben Jahres in der Kathedrale St. Ferdinand in San Fernando die Bischofsweihe; Mitkonsekratoren waren der Erzbischof von San Fernando, Paciano Basilio Aniceto, und der emeritierte Bischof von Balanga, Celso Guevarra. Sein Wahlspruch Major autem caritas („Doch am größten ist die Liebe“) stammt aus 1 Kor 13,13 .
Am 28. Juni 2003 bestellte ihn Papst Johannes Paul II. zum ersten Bischof des mit gleichem Datum errichteten Bistums Cubao. Die Amtseinführung erfolgte am 28. August desselben Jahres. Vom 12. Mai 2018 bis zum 21. August 2019 war Ongtioco zusätzlich für die Zeit der Sedisvakanz Apostolischer Administrator des Bistums Malolos. Ferner wandte er sich 2019 gemeinsam mit anderen Bischöfen gegen das Kaliwa-Dammbauprojekt, durch das Menschen, insbesondere Angehörige indigener Gemeinschaften, aus ihren Dörfern vertrieben und Regenwälder abgeholzt werden würden. Zudem würde ein Staudamm mit den geplanten Ausmaßen ein enormes Sicherheitsrisiko im Falle von Unwettern mit sich bringen.
Zudem fungierte Ongtioco von 2001 bis 2011 als Schatzmeister der Philippinischen Bischofskonferenz. Von 2005 bis 2011 leitete er auch den Rat für den Priesterpensionsfonds, dessen Mitglied er zuvor schon von 2001 bis 2003 gewesen war und im Anschluss weiterhin von 2011 bis 2017 war. Ferner ist er seit 2021 Vorsitzender der Kommission für die Beziehungen zwischen den Bischöfen und den Ordensleuten, der er bereits von 2013 bis 2021 angehört hatte. Darüber hinaus war Ongtioco Mitglied der Kommissionen für das Päpstliche Philippinische Kolleg (2001–2013 und 2019–2021), für die Migranten und Menschen unterwegs (2001–2003) sowie für die Priesterseminare (2005–2009).
Am 4. Oktober 2024 nahm Papst Franziskus das altersbedingte Rücktrittsgesuch von Honesto Ongtioco an.